# Caroline Kola
Pour les articles homonymes, voir Kola.
Caroline Kola (née en 1966) est une heptathlonienne kényane.

## Carrière
Caroline Kola remporte la médaille d'argent en heptathlon aux Championnats d'Afrique de 1992, la médaille de bronze aux Championnats d'Afrique de 1993 et aux Jeux africains de 1995 et la médaille d'or aux Championnats d'Afrique de 1996.